# Larbaâ Nath Irathen
Larbaâ Nath Irathen là một đô thị thuộc tỉnh Tizi Ouzou, Algérie. Dân số thời điểm năm 2002 là 29.773 người.